# Acropimpla nigroscutis
Acropimpla nigroscutis là một loài tò vò trong họ Ichneumonidae.